# Гайд-парк-корнер (станція метро)
51°30′10″ пн. ш. 0°09′10″ зх. д. / 51.502778° пн. ш. 0.152778° зх. д.
Гайд-парк-корнер (англ. Hyde Park Corner) — станція Лондонського метрополітену, під Гайд-парк-корнер у Гайд-парк. Розташована у 1-й тарифній зоні, на лінії Пікаділлі між станціями Грін-парк та Найтсбрідж. В 2017 році пасажирообіг станції становив 5.54 млн осіб.
15. грудня 1906 — відкриття станції у складі Great Northern, Piccadilly and Brompton Railway

## Пересадки
Пересадки на:
- автобуси London Buses маршрутів: 2, 9, 13, 14, 16, 19, 22, 23, 36, 38, 52, 74, 137, 148, 390, 414 та нічні маршрути N9, N16, N19, N22, N38, N74
- автобуси Green Line Coaches маршрутів 701 та 702

## Послуги
| Попередня станція | Лінія | Лінія                            | Лінія | Наступна станція |
| ----------------- | ----- | -------------------------------- | ----- | ---------------- |
| Грін-парк         |       | Лондонське метро лінія Пікаділлі |       | Найтсбрідж       |